# Nephrolepis obliterata
Nephrolepis obliterata är en spjutbräkenväxtart som först beskrevs av Robert Brown, och fick sitt nu gällande namn av John Smith. Nephrolepis obliterata ingår i släktet Nephrolepis och familjen Nephrolepidaceae. Inga underarter finns listade.